# Błuskajmy Małe
Błuskajmy Małe (deutsch Klein Bloßkeim) ist ein Ort in der polnischen Woiwodschaft Ermland-Masuren und gehört zur Gmina Korsze (Stadt- und Landgemeinde Korschen) im Powiat Kętrzyński (Kreis Rastenburg).

## Geographische Lage
Błuskajmy Małe liegt in der nördlichen Mitte der Woiwodschaft Ermland-Masuren, 26 Kilometer nordwestlich der Kreisstadt Kętrzyn (deutsch Rastenburg).

## Geschichte
Das Vorwerk Klein Bloßkeim wurde 1874 in den neu errichteten Amtsbezirk Prassen (polnisch Prosna) eingegliedert und gehörte bis 1945 zum Kreis Rastenburg im Regierungsbezirk Königsberg in der preußischen Provinz Ostpreußen.
Am 30. September 1928 gab Klein Bloßkeim seine Selbständigkeit auf und schloss sich mit der Landgemeinde Oberteich (polnisch Stawnica) und den Gutsbezirken Prassen (Prosna) und Döhrings (Suliki) zur neuen Landgemeinde Prassen zusammen.
Im Jahre 1945 kam Klein Bloßkeim in Kriegsfolge mit dem gesamten südlichen Ostpreußen zu Polen und erhielt die polnische Namensform „Błuskajmy Małe“. Heute ist es eine Ortschaft im Verbund der Stadt- und Landgemeinde Korsze (Korschen) im Powiat Kętrzyński (Kreis Rastenburg), bis 1998 der Woiwodschaft Olsztyn, seither der Woiwodschaft Ermland-Masuren zugehörig.

## Kirche
Bis 1945 war Klein Bloßkeim in die evangelische Kirche Leunenburg (polnisch Sątoczno) in der Kirchenprovinz Ostpreußen der Kirche der Altpreußischen Union sowie in die katholische Kirche Sturmhübel (Grzęda) im Bistum Ermland eingepfarrt.
Heute gehört Błuskajmy Małe katholischerseits zur Pfarrei Sątoczno im jetzigen Erzbistum Ermland. Die evangelischen Einwohner orientieren sich zur Pfarrei Kętrzyn mit den Filialkirche in Barciany (Barten) und Bartoszyce (Bartenstein) in der Diözese Masuren der Evangelisch-Augsburgischen Kirche in Polen.

## Verkehr
Błuskajmy Małe liegt an einer Nebenstraße, die von Prosna (Prassen) über Błuskajmy Wielkie direkt in den Ort führt. Eine Anbindung an den Bahnverkehr besteht nicht.